# Питерс, Билл
Уильям «Билл» Роберт Пи́терс (англ. William Robert Peters; род. 13 января 1965, Альберта) — канадский хоккейный тренер. На ЧМ-2016 руководил сборной Канады и привёл её к золотым медалям.

## Биография
Вырос в провинции Альберта — сначала в Три-Хиллс, потом в другом небольшом городке — Килламе. В 15 лет Питерс повредил ногу в ДТП, что помешало ему сделать игровую карьеру на высоком уровне. В сезоне 1983/84 играл в юниорской лиге Альберты за «Хоббема Хокс». В 1986—1989 годах играл в студенческой лиге Альберты (Alberta Colleges Athletic Conference) — сначала два сезона за «Аугустана Викингс», затем один сезон за «Ред-Дир Кингс», которых тогда тренировал молодой Майк Бэбкок.
В 24 года Билл ненадолго стал главным тренером юниорской команды из Киллама. В сезоне 1994/95 провёл свой единственный матч как игрок в профессиональном хоккее, за «Сан-Антонио Игуанас» из Центральной хоккейной лиги. В 1995 году окончил Университет Техаса в Сан-Антонио, где изучал кинезиологию.

### Тренерская карьера
В 1999 году Бэбкок, работавший с командой Западной хоккейной лиги «Спокан Чифс», пригласил Питерса в ассистенты (ранее Питерс ассистировал Бэбкоку в «Чифс» часть сезона 1996/97 и занимал в клубе скаутскую должность). Питерс провёл три полных сезона в качестве тренера-ассистента «Чифс», помогая Бэбкоку, а затем — после ухода Майка «на повышение» в АХЛ — Перри Ганчару.
В 2002—2005 годах тренировал хоккейную команду Летбриджского университета, являвшуюся аутсайдером западного подразделения студенческого первенства Канады. На рубеже 2004—2005 годов был главным тренером сборной Тихоокеанской Канады на Мировом кубке вызова U-17, команда заняла 2-е место. В 2005 году вернулся в «Чифс», став главным тренером. В 2008 году руководимая им команда выиграла Кубок Эда Чиновета и Мемориальный кубок, одержав в решающих матчах сезона 9 побед подряд.
1 августа 2008 Питерс был назначен главным тренером команды АХЛ «Рокфорд Айсхогс», фарм-клуба «Блэкхокс». При этом в августе 2008 года Питерс также руководил юниорской сборной Канады на победном для неё Мемориале Ивана Глинки. «Рокфордом» Питерс руководил три сезона, в двух из них команда добивалась участия в плей-офф АХЛ, где не проходила дальше первого раунда.
С июля 2011 по июнь 2014 Питерс входил в тренерский штаб клуба НХЛ «Детройт Ред Уингз» (возглавляемый тогда его другом и учителем Бэбкоком), специализируясь на работе с защитниками и бригадами меньшинства. «Детройт» в эти годы выходил в плей-офф, но там не преуспел.
19 июня 2014 года Питерс стал главным тренером команды НХЛ «Каролина Харрикейнз». «Каролина» переживала трудные времена, последний раз выйдя в плей-офф в 2009 году, и Питерсу не удалось переломить ситуацию — в четырёх сезонах под его руководством (2014/15 — 2017/18) «ураганы» ни разу не прошли в плей-офф. 20 апреля 2018 года покинул «Каролину».
23 апреля 2018 года назначен главным тренером команды НХЛ «Калгари Флэймз».
В 2015 году Питерс был одним из ассистентов Тодда Маклеллана в сборной Канады на чемпионате мира; канадцы стали чемпионами, выиграв все свои матчи. 5 ноября 2015 года было сообщено, что Питерс войдёт в тренерский штаб сборной Канады на Кубке мира 2016 года. 5 апреля 2016 года Федерация хоккея Канады назначила Питерса главным тренером сборной на ближайшем чемпионате мира. В апреле 2018 года вновь был назначен главным тренером сборной на чемпионате мира в Дании.
С сезона 2020/21 Питерс возглавил клуб КХЛ «Автомобилист» из Екатеринбурга. Под его руководством в сезоне-2020/21 клуб вышел в плей-офф, где уступил в первом раунде «Авангарду» (1-4). В сезоне-2021/22 уральцы занимали 8-е место в таблице Восточной конференции с 34 очками в 33 матчах и «Автомобилист» проиграл 7 из 9 последних матчей, когда Питерс был уволен.